# أوين ستيفنز
أوين ستيفنز (بالإنجليزية: Owen Stephens)‏ هو لاعب اتحاد الرغبي نيوزيلندي، ولد في 9 يناير 1947 في Paeroa ‏ في نيوزيلندا.

## وصلات خارجية
- أوين ستيفنز عل موقع إسبنسكروم (الإنجليزية)